# Xanthorhoe americana
Xanthorhoe americana là một loài bướm đêm trong họ Geometridae.